# Малу-Рошу (Олт)
Малу-Рошу (рум. Malu Roșu) — село у повіті Олт в Румунії. Входить до складу комуни Мерунцей.
Село розташоване на відстані 133 км на захід від Бухареста, 21 км на південь від Слатіни, 51 км на схід від Крайови.

## Населення
За даними перепису населення 2002 року у селі проживали 174 особи, усі — румуни. Усі жителі села рідною мовою назвали румунську.